# Like Family
Like Family (no Brasil, Mais que uma Família) foi uma sitcom norte-americana de gênero comédia exibida originalmente pelo canal The WB entre Setembro de 2003 e Maio de 2004. O seriado conta com a família Ward que é composta pela autoritária Tanya, o "durão" Ed, a filha adolescente Danika, o pequeno Bobby e o ranzinza vovô Pop. A família de Nova Jersey recebe a dupla, mãe e filho Maddie e Keith que moravam em Nova York. Para tentar ajudar Maddie na educação de Keith, os amigos Ward os recebem em casa como membros da família. Como são negros e seus hóspedes brancos, a comédia procura lidar com o racismo de forma coloquial e divertida, diante dos conflitos de uma relação tão inusitada.

## Sinopse
Tanya e Maddie cresceram juntas e sempre carregam o melhor de cada uma. Para Maddie, Tanya é como uma irmã grande de grande confiança, está sempre pronta para dar conselhos e sempre ótima para risos. Ultimamente, o trabalho incorporado de Maddie na cidade de Nova Iorque a mantido longe de seu filho por horas longas. Preocupou-se que Keith começou a se sacrificar por causa dele. Maddie decidiu que ela e Keith ambos precisam da influência de uma estrutura tradicional da família - e se a estrutura tradicional da família for o que você está procurando, Tanya e os Ed estão no lugar certo.
Maddie admira realizações de Tanya e sua união amorosa com Ed, um homem feito que tem seu próprio negócio arrumado. Ed pode ser rude as vezes, mas sua família sabe que é uma pessoa carinhosa. Seu filho Bobby vê Keith como um irmão branco mais velho que nunca teve, e não poderia ser melhor do que ter que viver com ele na mesma casa. A irmã mais velha do Bobby, Danika, entretanto, não acha que isso seja uma boa ideia. Keith e Danika se conheceram desde a infância, e seu relacionamento é competitivo, oposto e, às vezes, um pouco confuso. Para completar a família tem o pai de Ed, o vovô Ed "Pop" Jones ( J Anthony Brown ), um idoso mal-humorado, mas ótimo conselheiro.

## Personagens (elenco)
- Ed Ward (Kevin Michael Richardson)
- Tanya Ward (Holly Robinson Peete)
- Maddie Hudson (Diane Farr)
- Keith Hudson (J. Mack Slaughter)
- Pop (J. A. Brown)
- Danika Ward (Megalyn Echikunwoke)
- Bobby Ward (B.J. Mitchell)